# Даніель О'Шонессі
Даніель О'Шонессі (фін. Daniel O'Shaughnessy, нар. 14 вересня 1994, Рійгімякі) — фінський футболіст ірландського походження, захисник німецького клубу «Карлсруе».

## Клубна кар'єра

### Рання кар'єра
Народився 14 вересня 1994 року в місті Рійгімякі. Почав займатись футболом у Фінляндії разом зі своїм братом Патріком в «Гонці» і був частиною молодіжної команди, яка вдало виступила під час Nike Premier Cup у 2008 році.
Обидва брата приєдналися до клубу Вейккаусліги ГІК на початку 2009 року і став виступати за резервну команду клубу «Клубі-04», зігравши за неї 23 матчі і забивши 2 голи під час сезону 2011 року в третьому за рівнем дивізіоні країни, але не зумів підвищитись у класі після поразки в півфіналі плей-оф за вихід у Юккенен від БК-46.
Після кількох переглядів в клубах англійської Прем'єр-ліги «Ліверпуль», «Манчестер Юнайтед» і «Сандерленд» та клубі шотландської Прем'єр-ліги «Селтік», О'Шонессі перейшов до клубу французької Ліги 2 «Мец», уклавши контракт на два з половиною роки на початку січня 2012 року. Він зіграв у 40 матчах і забив один гол за резервну команду клубу, чим допоміг команді завоювати титул в групі C другого дивізіону першості Франції серед аматорських клубів сезону 2013/14 років. О'Шонессі покинув Мец в кінці сезону 2013/14, не зумівши пробитися в перший склад команди.

### «Брентфорд» і оренди
В липні 2014 року О'Шонессі перейшов в клуб Чемпіоншипу «Брентфорд» на перегляд і 29 липня з'явився на 30 хвилин в передсезонному товариському матчі з «Осасуною», в якому команда програла 4:0. 1 серпня було оголошено, що О'Шонессі підписав дворічний контракт з клубом. Він був внесений в заявку на два матчі Кубка Ліги в серпні 2014 року, що завершилися внічию, але так і не вийшов на заміну, а сезон 2014/15 провів у молодіжній команді, за яку зіграв в 23 матчах і забив один гол.
Сезон 2015/16 Даніель почав теж у «молодіжці», зігравши 13 матчів і забивши один гол, перш ніж 22 вересня 2015 року приєднався до клубу Національної Ліги «Брейнтрі Таун» на правах оренди, котра тривала місяць. Його єдина поява за клуб в матчі сталося ввечері того ж дня, коли після першої половини гри він замінив Сема Габергема в матчі з «Вокінгом», що завершився перемогою з рахунком 2:1. Згодом 28 січня 2016 року О'Шонессі перейшов в клуб данської Суперліги «Мідтьюлланд» на правах оренди до кінця сезону 2015/16. Він був вперше включений до заявки на матч першої команди в грі чемпіонату проти «Копенгагена» 3 березня і пробув на лавці запасних весь матч, що завершився поразкою з рахунком 0:1. Після чотирьох наступних ігор, де Даніель також просидів на лавці, О'Шонессі дебютував у останньому матчі сезону проти «Норшелланна» (4:1), замінивши Кіана Гансена на 59 хвилині матчу.
Влітку 2016 року фінський захисник залишив «Брентфорд», так і не зігравши жодного матчу за першу команду.

### «Челтнем Таун»
12 липня 2016 року О'Шонессі перейшов до складу новачків англійської Другої ліги «Челтнем Таун», уклавши з ними контракт на один рік. Під час сезону 2016/17, за підсумками якого команда ледь зуміла уникнути вильоту до п'ятого за рівнем дивізіону Англії, він зіграв 36 матчів і забив чотири голи, після чого підписав новий річний контракт у червні 2017 року. Однак під час першої половини сезону 2017/18 він не був основним захисником команди і 2 січня 2018 року покинув клуб За 18 місяців на «Веддон Роуд» О'Шонессі зіграв у 49 матчах в усіх турнірах і забив чотири голи.

### Повернення в ГІК
2 січня 2018 року О'Шонессі повернувся до Фінляндії, уклавши з рідним ГІКом контракт на два роки з можливістю продовження ще на рік. Він дебютував у команді 17 лютого 2018 року в матчі Кубка Фінляндії проти КТП. Незважаючи на травму коліна, через яку він пропустив останні три місяці сезону 2018, О'Шонессі вийшов на поле в 24 іграх, забив у них три голи, а ГІК завоював титул чемпіонів Фінляндії. Даніель майже завжди брав участь у матчах під час сезону 2019, вийшовши до його завершення в 31 матчі і забивши три голи. У період, коли він проходив військову службу, О'Шонессі підписав новий дворічний контракт з клубом у жовтні 2019 року і вийшов у 28 матчах сезону 2020, в якому ГІК здобув «золотий дубль». Станом на 28 березня 2021 року відіграв за команду з Гельсінкі 69 матчів в національному чемпіонаті.

## Виступи за збірні

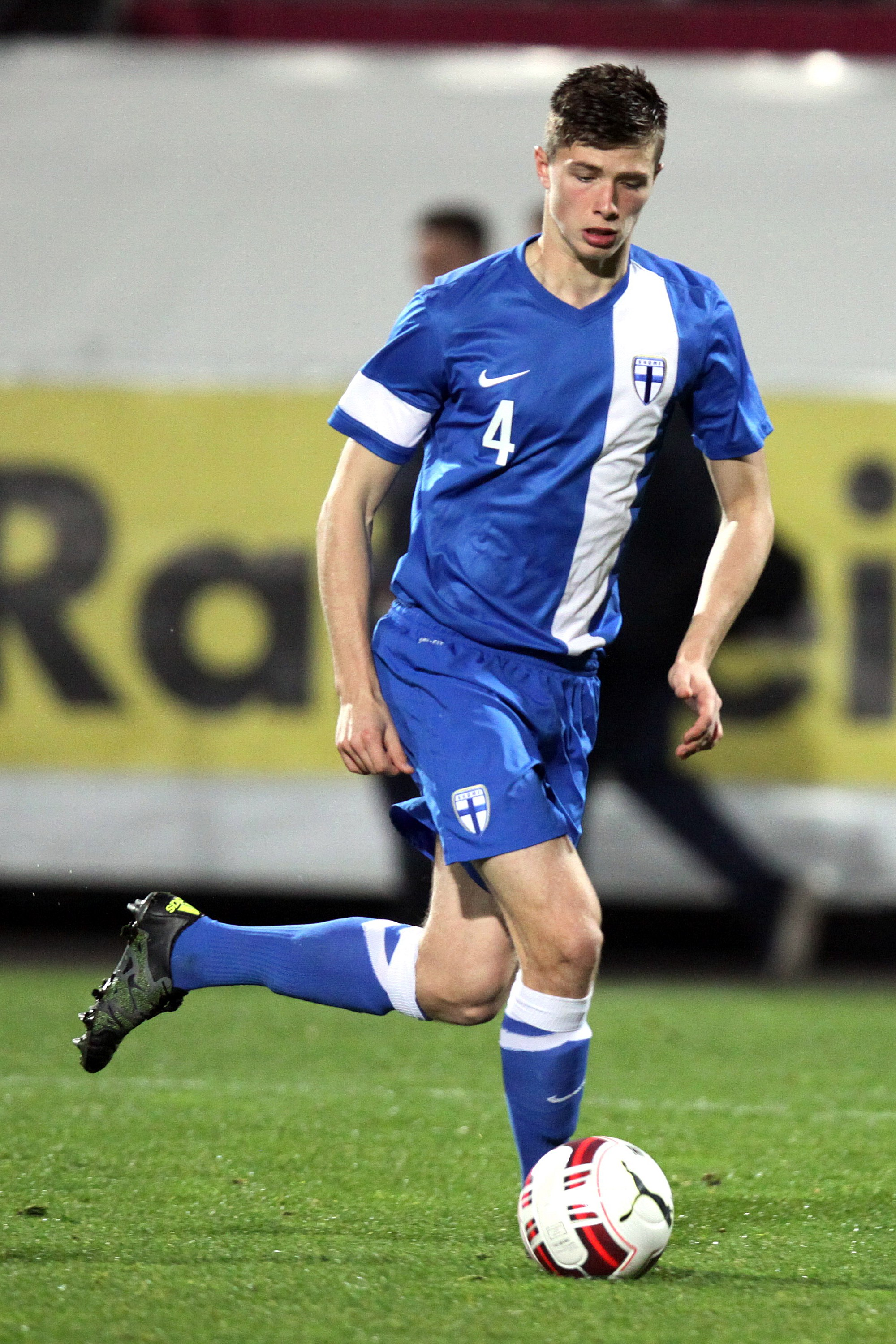
Даніель О'Шонессі під час виступів за молодіжну збірну Фінляндії. 2015 рік.

2009 року дебютував у складі юнацької збірної Фінляндії (U-15), загалом на юнацькому рівні взяв участь у 47 іграх і забив 2 голи.
Протягом 2013—2016 років залучався до складу молодіжної збірної Фінляндії. На молодіжному рівні зіграв у 14 офіційних матчах, забив 2 голи.
Вперше був викликаний до національної збірної Фінляндії на товариський матч проти Естонії (0:2) 9 червня 2015 року, але залишився на лавці запасних. Дебютував у збірній 10 січня 2016 року, замінивши в кінці матчу Вілле Яласто в програному з рахунком 0:3 товариському матчі зі збірною Швеції в Абу-Дабі. У стартовому складі він вперше вийшов через три дні в матчі проти збірної Ісландії і зіграв всі 90 хвилин гри, що завершилася поразкою з рахунком 0:1. 
Через два роки після першого виклику до дорослої збірної, О'Шонессі втретє виступив за національну збірну, вийшовши у другому таймі товариського матчу проти збірної Йорданії, що пройшов 11 січня 2018 року і завершився перемогою з рахунком 2:1. Вперше в офіційному змагальному матчі він вийшов у стартовому складі матчу Ліги B Ліги націй УЄФА 2020/2021 проти збірної Уельсу, що пройшов 3 вересня 2020 року і завершився поразкою з рахунком 0:1. 
1 червня 2021 року О'Шонессі був включений до фінальної заявки збірної на дебютний для неї чемпіонат Європи 2020 року у різних країнах, на якому він став єдиним гравцем, що представляє чемпіонат Фінляндії.

## Титули і досягнення
- Чемпіон Фінляндії (3):

ГІК: 2018, 2020, 2021
- Володар Кубка Фінляндії (1):

ГІК: 2020

## Особисте життя
О'Шонессі народився в фінському місті Рійгімякі в сім'ї ірландця (з Голвея, Ірландія) та фінки, маючи громадянство обох країн. Його старший брат Патрік О'Шонессі також є професійним футболістом.